# Csaba dalla Zorza
Csaba dalla Zorza  (* 5. September 1970 in Mailand) ist eine italienische Köchin, Kochbuchautorin, Fernsehmoderatorin und Verlegerin.

## Leben und Wirken
Csaba Alessia dalla Zorza ist die Tochter von Bauern. Ihren Vornamen erhielt sie wegen der Bewunderung ihres Vaters für den ungarischen Radrennfahrer Csaba Szekeres. Sie erhielt ihre Ausbildung in Tokio, London und Paris und ist Absolventin der Kochschule Le Cordon Bleu. 
2008 moderierte sie auf Sky Italia In cucina con Csaba, eine Kochshow mit Hinweisen zur Tischdekoration und zu Tischsitten. Ab 2009 gestaltete sie 70 Folgen der Serie Il mondo di Csaba auf Alice mit über 100 Rezepten und Hinweisen zu Mise en Place. Danach wechselte sie zum Sender Real Time und moderierte 2012 sechs Folgen des Weihnachtsspecials Merry Christmas con Csaba. Ab 2016 gab sie bei Radio Monte Carlo Ratschläge in der Sendung Due come noi.
Sie war bzw. ist Jurorin in den Fernsehshows Cuochi e fiamme (2016 bis 2017), Cortesie per gli ospiti (ab 2018) und Bake Off Italia – Dolci in forno (ab 2020).
Csaba dalla Zorza ist seit 2009 mit dem Mediziner Lorenzo Rosso verheiratet und hat einen Sohn und eine Tochter.

## Luxury Books
Im Jahr 2003 gründete Csaba dalla Zorza in Mailand den Verlag „Luxury Books“, in dem neben ihren eigenen Büchern Werke bekannter Autoren erscheinen, so von Sophie Dahl, Ina Garten, Rachel Khoo, Nigella Lawson und Martha Stewart.

## Auszeichnungen
2013 erhielt sie für Celebrate in Venice beim Gourmand World Cookbook Award in der Kategorie „Entertaining“ den ersten Preis als „Bestes Buch Italiens“ und den dritten Preis als „Bestes Buch der Welt“.

## Veröffentlichungen
- La mia cucina in città. Fotos von Richard Jung und Melanie Acevedo. Luxury Books, Mailand 2004, ISBN 978-88-7550-020-7.
- Merry Christmas. Fotos von Bart Van Leuven. Luxury Books, Mailand 2008, ISBN 978-88-7550-075-7. Neuauflage: 2011, ISBN 978-88-7550-101-3.
- Country chic. Fotos von Bart Van Leuven. Luxury Books, Mailand 2009, ISBN 978-88-7550-077-1.
- Fashion Food Milano. Cucinare, ricevere e mangiare nell’era urbana-digitale Fotos von Bart Van Leuven und Petrina Tinslay. Luxury Books, Mailand 2010, ISBN 978-88-7550-095-5.
- Summer Holidays. Cucinare e ricevere in vacanza. Fotos von Bart Van Leuven. Luxury Books, Mailand 2011, ISBN 978-88-7550-097-9.
- Celebrate in Venice. Ricette per celebrare la vita con il cibo, la gioia e un pizzico di magi. Fotos von Stefano Scatà. Luxury Books, Mailand 2012, ISBN 978-88-7550-107-5.
- Csaba bon marché. 85 ricette per cucinare e ricevere a piccoli prezzi. Fotos von Giacomo Bretzel. Luxury Books, Mailand 2013, ISBN 978-88-7550-125-9.
- Tea Time. Le ricette di Csaba dalla Zorza per una pausa gourmande. Fotos von Stefania Giorgi. Guido Tommasi, Mailand 2013, ISBN 978-88-7550-128-0.
- Around Florence. Una storia d’amore per la campagna toscana con più di 100 ricette di famiglia. Fotos von Stefano Scatà. Luxury books, Mailand 2014, ISBN 978-88-7550-145-7.

Deutsch: Toskana. Eine kulinarische Liebeserklärung. Callwey, München 2016, ISBN 978-3-7667-2234-8.
- Cioccolato. Le ricette di Csaba dalla Zorza per l’indulgenza del palato. Fotos von Stefania Giorgi. Luxury books, Mailand 2014, ISBN 978-88-7550-103-7.
- Good Food. Cibo vero, cucinato in modo semplice e sano. Fotos von Stefania Giorgi. Guido Tommasi, Mailand 2015, ISBN 978-88-6753-116-5.
- Honestly Good. Un nuovo modo di cucinare, mangiare e stare bene. Fotos von Stefania Giorgi. Guido Tommasi, Mailand 2017, ISBN 978-88-6753-206-3.
- Buone Maniere. Guida contemporanea allo stile per distinguersi in ogni occasione. Illustrationen von Adriano Rampazzo. Luxury books, Mailand 2018, ISBN 978-88-99802-07-3.
- mit Diego Thomas, Roberto Valbuzzi: Cortesie per gli ospiti. La guida per ricevere a casa. De Agostini, Mailand 2020, ISBN 978-88-511-7242-8.
- The modern cook. 120 ricette per una nuova tradizione quotidiana. Fotos von Stefania Giorgi. Guido Tommasi, Mailand 2020, ISBN 978-88-6753-306-0.